# Емилио Сервадио
Емилио Сервадио (на италиански: Emilio Servadio) е италиански лекар и психоаналитик.

## Биография
Роден е на 14 август 1904 г. в Сестри Поненте, предградие на Генуа, Италия. Започва да учи в Генуа и пише дисертация на тема съдебна медицина, където широко застъпена е темата за хипнозата. Оттук датира трайния му интерес към паранормалните феномени.
През 1929 г. се премества в Рим и става редактор на Итлаианската енциклопедия „Трекани“. Там среща Едуардо Вайс и го кара да напише статии по психоанализа за енциклопедията. След това Сервадио става анализант на Вайс. На конгреса на Международната психоаналитична асоциация (МПА) в Люцерн Сервадио представя изследване на връзката между психоанализа и телепатия. Той се опитва да премести телепатията, която се появява по време на спиритичен сеанс в отношенията между пациент-аналитик.
През 1939 г. в Италия излизат расови закони и на него като на евреин му е забранено да практикува. В резултат на това той емигрира в Индия. Завръща се през 1946 г. и възстановява психоанализата заедно с Никола Пероти и Чезаре Музати. В периода 1964 – 1969 става президент на Италианското психоаналитично общество, а две години преди да стане президент открива психоаналитичен център в Рим.
Сервадио е приятел с Анна Фройд, Мари Бонапарт и Ърнест Джоунс. През 1992 г. помага в основаването на второ Италианско психоаналитично общество, признато от МПА през 1993 г.
Умира на 18 януари 1995 г. в Рим на 90-годишна възраст.